# Mykolajivský rajón (Lvovská oblast)
Mykolajivský rajón (ukrajinsky Миколаївський район) byl rajón ve Lvovské oblasti na Ukrajině. Hlavním městem byl Mykolajiv a rajón měl přibližně 95 tisíc obyvatel. 

## Sídla v rajónu
- Mykolajiv
- Rozdil